# 圣博济勒 (阿尔代什省)
圣博济勒（法語：Saint-Bauzile，法語發音：[sɛ̃ bozil]）是法国阿尔代什省的一个市镇，属于普里瓦区。

## 地理
圣博济勒（44°40'35"N, 4°40'27"E）面积7.05 平方千米，位于法国奥弗涅-罗讷-阿尔卑斯大区阿尔代什省，该省份为法国东南部内陆省份，北起顺时针与卢瓦尔省、伊泽尔省、德龙省、沃克吕兹省、加尔省、洛泽尔省和上盧瓦爾省接壤。
与圣博济勒接壤的市镇（或旧市镇、城区）包括：绍梅拉克、罗什索沃、圣拉热布雷萨克、拉韦宗河畔圣马丹、圣皮埃尔拉罗什、圣樊尚德巴雷斯。
圣博济勒的时区为UTC+01:00、UTC+02:00（夏令时）。

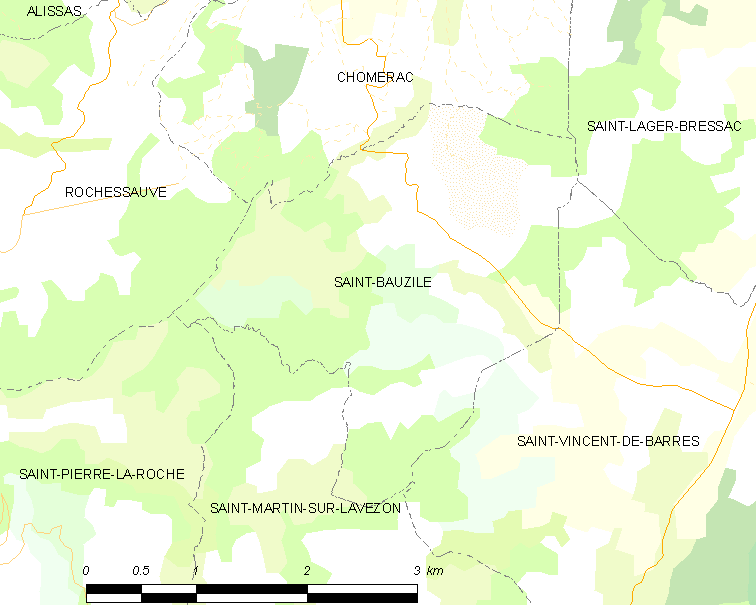
圣博济勒的OSM定位图

## 行政
圣博济勒的邮政编码为07210，INSEE市镇编码为07219。

## 政治
圣博济勒所属的省级选区为勒普赞县。

## 人口

1962-2008年间圣博济勒人口变化图示

圣博济勒于2022年1月1日时的人口数量为316人。